# Magnac-lès-Gardes
Magnac-lès-Gardes község Franciaország Új-Aquitania régiójában, Charente megyében. Új községként 2025. január 1-jén jött létre két korábbi község: Magnac-Lavalette-Villars és Gardes-le-Pontaroux egyesítésével. Lakosainak száma 743 fő (2022. január 1.).

## Népesség
| 2021 | 727 |
| 2022 | 743 |